# کیم کیول سیل
کیم کیول سیل (انگلیسی: Kim Kyul-sil؛ زادهٔ ۱۳ آوریل ۱۹۸۲) بازیکن فوتبال اهل کره جنوبی است.
وی همچنین در تیم ملی فوتبال زنان کره جنوبی بازی کرده‌است.